# Populònia
Populònia (en llatí Populonia o Populonium, en grec antic Ποπλώνιον) va ser una antiga ciutat d'Etrúria, a la costa, enfront de l'illa d'Elba, a uns 8 km al nord de Piombino. S'aixecava sobre un turó elevat, que s'alçava bruscament des del mar. La ciutat ocupava l'extrem nord del promontori en un emplaçament gairebé aïllat. Aquest promontori (el Ποπλώνιον ἄκρον de Claudi Ptolemeu) està separat dels turons de més a l'interior per una franja de terreny pla i pantanós.
Estrabó diu que era l'única ciutat etrusca de la costa i Plini el Vell ho repeteix, però se sap que ni havia algunes altres, i probablement la menció d'aquests autors es referia al fet que era la ciutat més important. Tot i així Populònia sembla que no era especialment important i fins i tot potser només era una colònia de Volaterrae i, per tant, edificada en una època no gaire reculada. Virgili diu que va ser una de les ciutats etrusques que va enviar ajuda a Eneas, i això podria confirmar la seva antiguitat. Servi Maure Honorat explica que la van fundar els corsos, però que els habitants de Volaterrae els la van arrabassar. Diu que era una de les dotze ciutats principals dels etruscs.
La seva prosperitat segurament derivava del comerç del ferro procedent d'Elba, segons Estrabó, que diu que a la ciutat hi havia diverses indústries de fosa pel seu tractament. L'any 205 aC quan apareix esmentada per primera vegada, la ciutat ja era en mans dels romans i va proveir de ferro a Publi Corneli Escipió Africà Major mentre altres ciutat aportaven soldats i subministraments. L'any 202 aC el cònsol Claudi Neró, en el seu viatge a Sardenya, es va refugiar amb la flota a aquest port davant d'una forta turmenta.
No torna a aparèixer fins al segle i quan Sul·la la va assetjar al mateix temps que Volaterrae, i va quedar parcialment destruïda, desastre del que difícilment es va poder recuperar.
Estrabó diu que a la seva època era gairebé deserta, només conservava els temples, algunes cases i un mínim d'activitat al port. Fins i tot el port va caure en completa decadència al final de l'Imperi i Rutili el descriu com a desolat al segle v, on només es veien restes de les antigues muralles i runes dels edificia. Al segle vi Gregori el Gran diu el mateix però assenyala que seguia sent la seu d'un bisbe. La ciutat va ressorgir a l'edat mitjana a l'entorn d'un castell feudal construït al mateix lloc i també se'n deia Populònia.
S'han trobat tombes etrusques de gran valor. També es conserven restes de les muralles. Va ser l'única ciutat etrusca que va emetre monedes de plata, amb un estil peculiar que sembla influït pels grecs de Focea. El nom etrusc de la ciutat era Pupluna, derivat del déu psicopomp Fufluns. La Taula de Peutinger diu que molt a prop hi havia les termes d'Aquae Populonia, un balneari d'aigües termals. Correspon a la moderna La Caldane a uns 10 km de la ciutat actual de Populonia, al peu del Campiglia.